# Cantón de Saales
El cantón de Saales era una división administrativa francesa, que estaba situada en el departamento de Bajo Rin y la región de Alsacia.

## Composición
El cantón estaba formado por siete comunas:
- Bourg-Bruche
- Colroy-la-Roche
- Plaine
- Ranrupt
- Saales
- Saint-Blaise-la-Roche
- Saulxures

## Supresión del cantón de Saales
En aplicación del Decreto n.º 2014-185 de 18 de febrero de 2014, el cantón de Saales fue suprimido el 22 de marzo de 2015 y sus 7 comunas pasaron a formar parte del nuevo cantón de Mutzig.